# مشعل (اسم)
مشعل هو اسم علم مذكر من أصل عربي، ومعناه هو اسم آلة القنديل الشعلة الفانوس وهو اسم مشهور.

## الأصل اللغوي
مُشعَل: اسم المفعول من أَشْعَلَ مُشعِل، المَشْعَلُ : القِنْدِيلُ ونحوه والجمع : مَشَاعِلُ، والجمع: مَشَاعِلُ.

## شخصيات تحمل الاسم
- الشيخ مشعل الأحمد الجابر الصباح (امير دولة الكويت، 27 سبتمبر 1940 – )
- مشعل السعيد (لاعب كرة قدم سعودي، 18 يوليو 1983 – )
- مشعل العجمي (لاعب كرة قدم سعودي، 5 يناير 1992 – )
- مشعل الموري (لاعب كرة قدم سعودي، 1 مايو 1987 – )
- مشعل النعيمي (متسابق دراجات نارية قطري، 8 سبتمبر 1983 – )
- مشعل بن عبد العزيز آل سعود (5 سبتمبر 1926 – 3 مايو 2017)
- مشعل بن ماجد بن عبد العزيز آل سعود (سياسي سعودي، 1957 – )
- مشعل تمو (1957 – 7 أكتوبر 2011)
- مشعل خلف الشمري (لاعب كرة قدم سعودي، 27 سبتمبر 1994 – )
- مشعل عبد الله (لاعب كرة قدم قطري، 23 أبريل 1984 – )
- مشعل مبارك (لاعب كرة قدم قطري، 25 فبراير 1982[3] – )

## وصلات خارجية
- موسوعة السلطان قابوس لأسماء العرب